# Читадела дел Капо (Козенца)
Читадела дел Капо је насеље у Италији у округу Козенца, региону Калабрија.
Према процени из 2011. у насељу је живело 1163 становника. Насеље се налази на надморској висини од 32 м.